# Electric Hippies
Electric Hippies war ein Popduo aus Sydney, Australien. Die Mitglieder waren Steve Balbi und Justin Stanley.

## Geschichte
Aus der Rockband Noiseworks, die zwischen 1986 und 1991 mehrere Singles und Alben in den australischen Charts platzieren konnte, gingen 1993 die Electric Hippies hervor. Das Duo spielte Pop, der stark vom Sound der 1960er Jahre, speziell von den Beatles, beeinflusst war. Die Single Greedy People erschien 1994 beim eigenen Label RooArt Records und erreichte sowohl die Charts in Australien, als auch in Deutschland. Das Album Electric Hippies, auf dem 30 Jahre Rockgeschichte karikiert wurden, war lediglich in der Heimat ein Top-25-Erfolg.

## Mitglieder
- Steve Balbi (* 3. Oktober in Sydney, Australien) – Gesang, Bass, Gitarre
- Justin Stanley (* in Arkansas, Vereinigte Staaten) – Gesang, Gitarre, Schlagzeug, Keyboard
- Mark Ward – Gitarre (bei Live-Auftritten)
- Tim Tebbutt – Schlagzeug (bei Live-Auftritten)

## Diskografie

### Alben
- 1994: The Electric Hippies (rooArt)

### Singles
- 1993: It’s Cool (rooArt)
- 1993: Greedy People (rooArt)
- 1994: Jonny Courageous (rooArt)
- 1994: I Believe in You (rooArt)